# Cercine
(Proverbio)

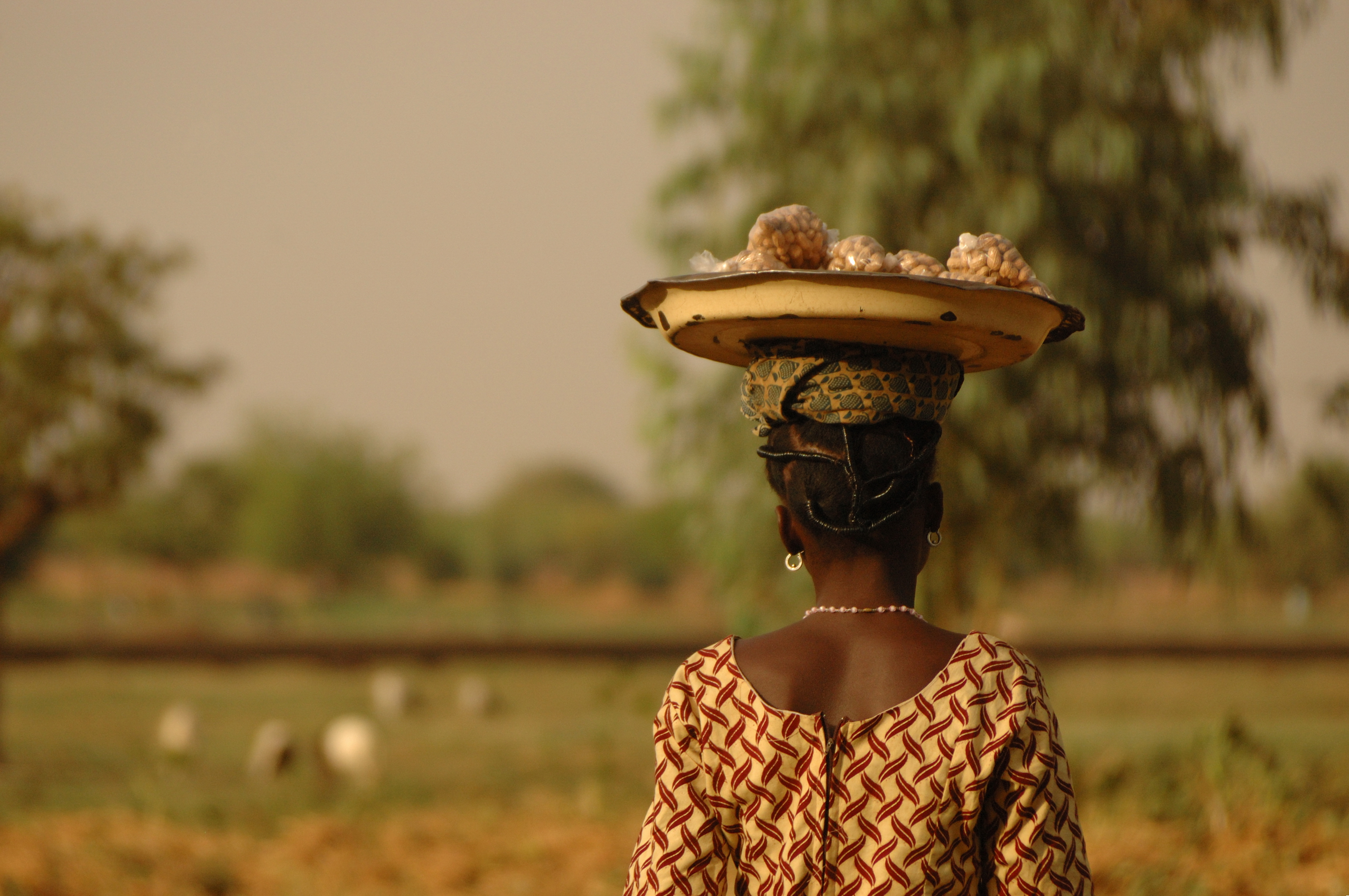
Venditrice di arachidi a Ouagadougou in Burkina Faso

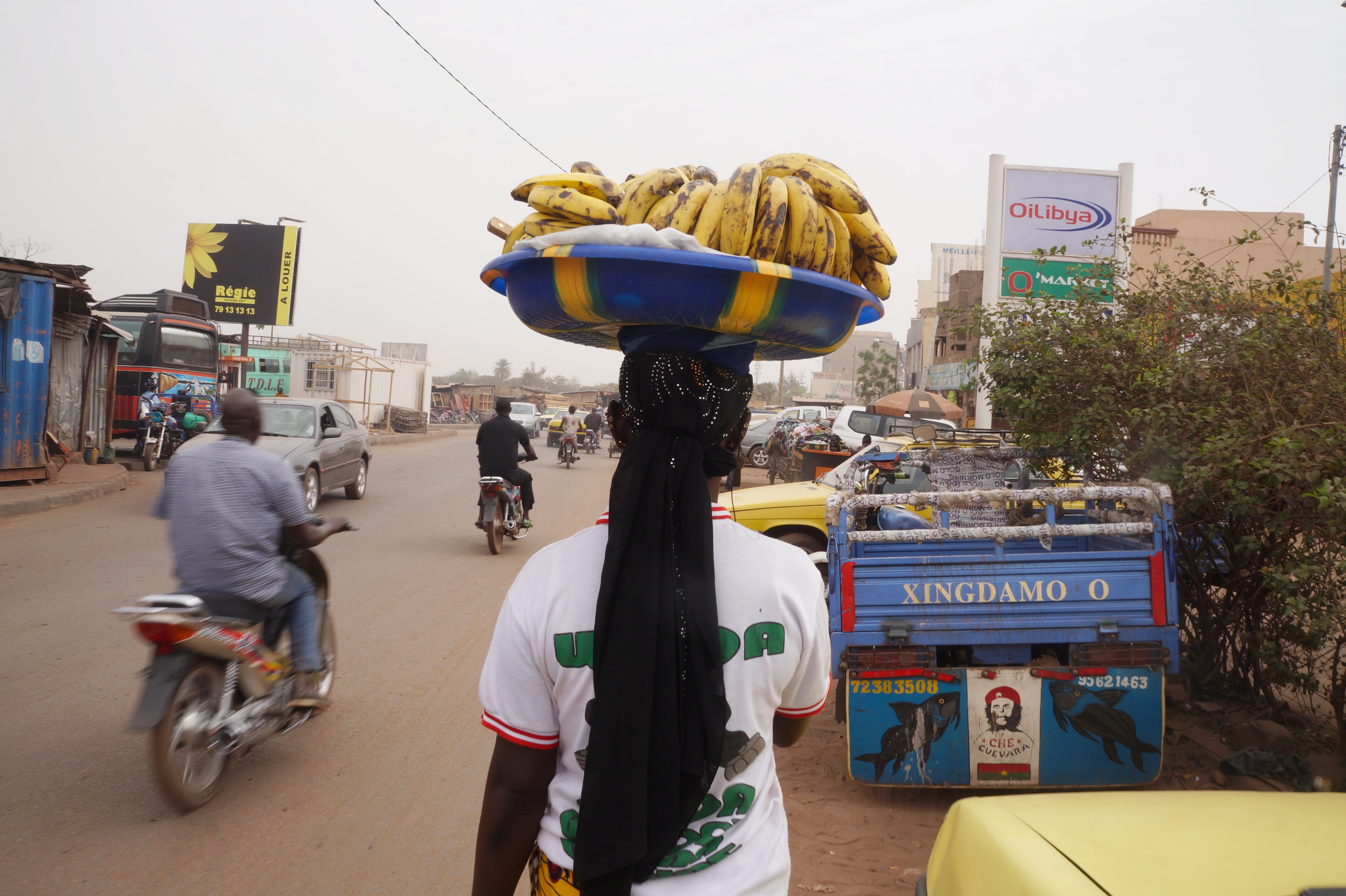
Venditrice di banane, Mali

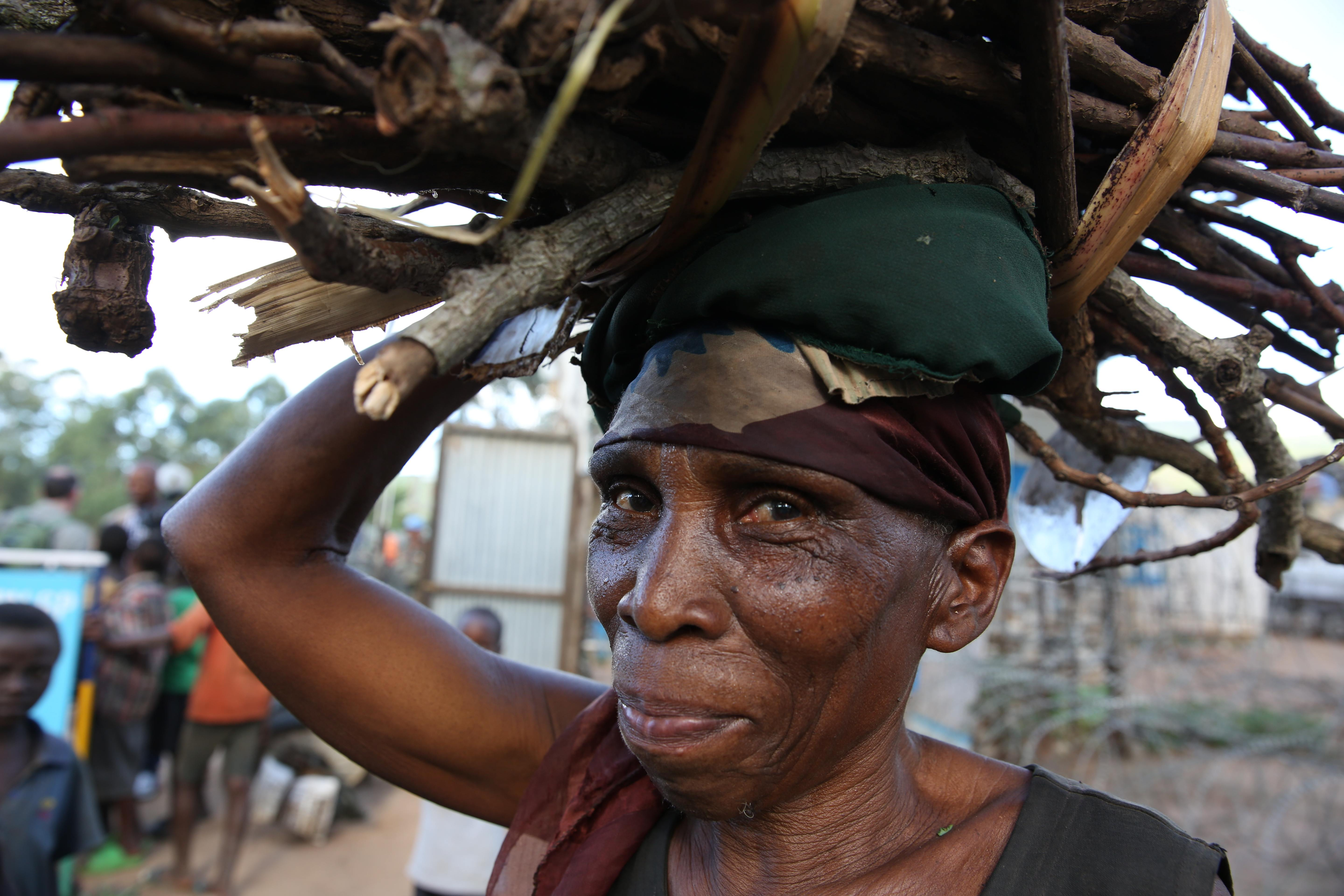
Donna con legna in testa, Repubblica Democratica del Congo

Il cércine (dal latino circinus e dal greco kìrkos, cerchio), anche torsello, spara in napoletano, titibi in sardo, fitik in friulano, svitec in triestino, è un panno attorcigliato in modo da formare un'imbottitura a forma di ciambella che impedisce ai pesi trasportati sul capo di danneggiarlo o causarvi dolorosa oppressione.

## Descrizione
Il cercine può essere costruito al bisogno servendosi di panni attorcigliati ma anche in modo più duraturo con rami intrecciati di vimini ricoperti da un'imbottitura.
L'uso del cercine consente una migliore distribuzione del peso che gravando sulla testa, trasmette in modo equilibrato il peso sul collo e quindi sulla colonna vertebrale  permettendo di trasportare oggetti voluminosi altrimenti più difficoltosi da spostare.
Il trasporto individuale e a piedi di grandi oggetti dalla forma spigolosa è consentito talvolta solo dall'uso del cercine. 
Sebbene oggi esistano mezzi più comodi di trasporto, il cercine è tuttora diffuso nelle società rurali ed è prevalentemente usato dalle donne, più raramente dagli uomini. 
Frequente è l'uso di panni arrotolati a mo' di cercine, specialmente in Africa, dove non è raro vedere donne trasportare grandi pesi sulla testa, specialmente recipienti pieni di acqua, la cui raccolta è demandata alle donne.
Il cercine, ad esempio in lingua sarda (titibi pronuncia tidibi), è un cerchio voluminoso di vari materiali che si mette sulla testa per attutire il peso delle ceste (corbule, crobeddas).